# JoJo's Bizarre Adventure Over Heaven
JoJo's Bizarre Adventure Over Heaven es una novela ligera escrita por Nishio Ishin e ilustrada por Hirohiko Araki. Fue publicada el 16 de diciembre de 2011 como parte del especial por el 25 aniversario de JoJo's, en el proyecto "VS JOJO". Aunque está basada en el universo de JoJo's, la novela no forma parte del canon de forma oficial.

## Argumento
Jotaro Kujo está en estado de coma, y los científicos de la Fundación Speedwagon creen que la clave para curarlo está en las cenizas del diario de DIO que el mismo Jotaro quemó al final de la parte tres. Según el traductor ficticio del libro, ni siquiera Josuke Higashikata pudo restaurar el diario quemado de DIO, pero tras muchas dificultades, lo lograron. El traductor también afirma sentirse fascinado por leer lo que DIO ha escrito, así que se limita a traducir literalmente lo que DIO escribió, dejando la interpretación al lector.
En el diario, DIO habla desde su niñez, los sentimientos hacia su madre, quien era la única persona a la que él no odiaba. También expresa sus ideales y motivaciones, y de cómo planeó los ataques de sus esbirros al grupo Joestar durante su cruzada a Egipto.

## Publicación
Fue publicada por JUMP j-BOOKS, el 16 de diciembre de 2011. Como parte del proyecto "VS JOJO". Fue la segunda novela ligera publicada en este proyecto, después de "Jorge Joestar" de Ōtarō Maijō (16 de septiembre de 2011) y antes de "Purple Haze Feedback" de Kōhei Kadono (19 de septiembre de 2012).